# Легенды «Смертельной битвы»: Битва королевств
«Легенды „Смертельной битвы“: Битва королевств» (англ. Mortal Kombat Legends: Battle of the Realms) — американский анимационный фильм о боевых искусствах 2021 года, основанный на франшизе Mortal Kombat, созданной Эдом Буном и Джоном Тобиасом. Является прямым продолжением мультфильма «Легенды „Смертельной битвы“: Месть Скорпиона». Проект вдохновлён сюжетами Mortal Kombat II и Mortal Kombat 3 и сосредоточен вокруг второго турнира Mortal Kombat, проходящего во Внешнем Мире, в котором Лю Кан должен исполнить свою судьбу в качестве настоящего чемпиона турнира, в то время как Скорпион отправляется на поиски артефакта Камидогу, чтобы не позволить Шинноку заполучить его, и встречается со вторым Саб-Зиро.

## Сюжет
Много лет назад таркатаны убивают родителей Лю Кана, собираясь покончить и с ним, но прибывает Рейден и спасает малыша.
В настоящем воины Внешнего Мира атакуют Земное Царство. Когда все собираются у лагеря Китаны, прибывает Шао Кан и предлагает остановить кровопролитие, проведя ещё один последний смертельный турнир. Рейден соглашается, и они отправляются к Старшим Богам просить разрешение, от которых получают удовлетворительный ответ. Рейден также заявляет о своём участии в турнире и ради этого добровольно отказывается от своей божественной силы, став обычным человеком.
Тем временем Шиннок просит вернувшегося в Преисподнюю Скорпиона добыть для него артефакт Камидогу, поскольку Скорпион после событий на острове Шан Цзуна единственный, кто способен добыть его, но тот отказывается и снова сбегает из Преисподней. Грандмастер вызывает к себе Смоука и нового Саб-Зиро, которым сообщает о миссии по поимке Скорпиона (клан Лин Куэй нанял Шиннок, как выяснится позже), и представляет Сайракса и Сектора, превращённых в киборгов. Первые двое не готовы к такой же трансформации и пытаются сбежать, но это удаётся сделать только Саб-Зиро, а Смоука схватывают и обращают в машину.
Защитники Земного Царства прибывают во Внешний Мир, и начинается турнир. Джонни Кейдж сражается с Ди’Ворой и проигрывает. Затем Лю Кан одолевает Джейд, Страйкер — Бараку, Соня — Ли Мэй, а Джакс отрывает две руки Кинтаро. На этом Шао Кан завершает первый день турнира. Тем временем Сектор и Сайракс выслеживают Скорпиона в каком-то порту, куда так же прибывает и Саб-Зиро, желающий отомстить за своего брата, которого убил Скорпион. Позже прибывает и киборг Смоук, который одолевает бывшего друга. После этого трое киборгов справляются со Скорпионом и направляются за артефактом. Саб-Зиро намерен последовать за ними.
Во второй день турнира уже и Рейден принимает участие: он немного пострадал во время битвы, что обеспокоило Лю Кана, но всё же одолел Рейко. Киборги Лин Куэй добираются до дверей, за которыми хранится артефакт Камидогу, и с невольной помощью Скорпиона открывают их. После чего они пытаются прикончить Скорпиона, но вновь прибывает Саб-Зиро и замораживает киборгов, следуя за Скорпионом внутрь. Тем временем защитники Земного Царства отдыхают: Джонни безуспешно пытается привлечь внимание Сони, спрашивает советы у Джакса, а Лю Кан общается с Рейденом. Скорпион же пытается объяснить Саб-Зиро, что убил его брата по ошибке, и что сожалеет об этом, но тот не желает слушать. Когда их догоняют киборги и забирают артефакт, Скорпион и Саб-Зиро объединяются против общего врага.
Начинается второй день турнира. Соня одолевает Ди’Вору, Джакс проигрывает Шао Кану, а Шан Цзун убивает Страйкера. Затем защитники Земного Царства теряют ещё одного воина: Кун Лао погибает от рук Шао Кана. Далее Рейден дерётся против Китаны и проигрывает ей, но она не добивает его и предаёт своего отца, попытавшись убить его. Он берёт её под стражу и сражается против Сони, которую побеждает. Лю Кан бьётся с Шан Цзуном: последний ломает руку Лю Кану при помощи колдовства, но это не останавливает избранного, и он всё же побеждает колдуна, оставляя его жить с позором. Лин Куэй доставляет Шинноку артефакт, и тот раскрывает им свои замыслы, что хочет призвать Единую Сущность для уничтожения всех миров. Грандмастер осознаёт угрозу и понимает свою ошибку, после чего пытается остановить безумного бога, но тщетно. Тем временем Шао Кан жестоко расправляется с Рейденом, убивая его. За это разгневанный Лю Кан не менее жестоко борется с императором, проявляя свою огненную мощь, и побеждает. Старшие Боги наделяют его великой силой.
Шиннок сливается в Единую Сущность, и миры начинают сталкиваться. Лю Кан превращается в дракона, и все ведут сражение против Шиннока и его демонов. Не без усилий Лю Кан побеждает Единую Сущность. В конце они возвращаются на арену. С любовью его встречает Китана, а Джонни наконец завоёвывает внимание Сони. Тёмный силуэт, смахивающий на бога грома, наблюдает издалека.

## В ролях
- Ике Амади — Джакс, Единая Сущность
- Артт Батлер — Шан Цзун, Сайракс
- Дженнифер Карпентер — Соня Блейд
- Робин Аткин Даунс — Шиннок, Рейко[1]
- Грей Делайл — Китана, Сатоши Хасаши, Ли Мей
- Мэтью Ян Кинг — Кун Лао
- Баярдо Де Мургуя — Саб-Зиро
- Джоэл Макхейл — Джонни Кейдж
- Мэттью Мерсер — Куртис Страйкер, Смоук
- Дэйв Митчелл — Рейден, Сектор, Кинтаро
- Пол Накаучи — Грандмастер Лин Куэй
- Эмили О’Брайен — Джейд, Лин Кан
- Джордан Родригес — Лю Кан
- Патрик Сайц — Скорпион
- Фред Таташор — Шао Кан
- Дебра Уилсон — Ди’Вора
- Мэттью Лиллард — Шэгги Роджерс

## Производство

### Разработка
После выхода «Мести Скорпиона» в апреле 2020 года сценарист Джереми Адамс выразил заинтересованность в создании сиквела. В июне 2021 года было объявлено, что выходит продолжение, и бо́льшая часть актёров и съёмочной группы из предыдущего мультфильма вернётся. За день до выхода фильма в интернет был загружен вариант логотипа Warner Bros Animation с Шэгги Роджерсом из франшизы «Скуби-Ду», который душит Скорпиона. Это отсылка к интернет-мему «Ультра-инстинкт Шэгги» и к варианту логотипа в предыдущем мультфильме с участием Скорпиона, в котором он душил Даффи Дака вместо Порки Пига. Новости о варианте логотипа с Шэгги вызвали юмористическую реакцию фанатов в интернете, в том числе и у нынешнего актёра, озвучивающего Шэгги, Мэттью Лилларда.

### Кастинг
В мультфильме Мэтью Мерсер повторяет свою роль Куртиса Страйкера из игры 2011 года впервые за десять лет, Дэйв Б. Митчелл повторяет свою роль Сектора из Mortal Kombat 11, а Мэтью Ян Кинг, озвучивший Лю Кана и Фуджина в Mortal Kombat 11, теперь озвучивает Кун Лао. Мэтью Лиллард озвучивает Шэгги Роджерса в интро мультфильма.

## Релиз
Мультфильм вышел 31 августа 2021 года на Digital, DVD, Blu-ray и Ultra HD Blu-ray.

## Отзывы
«Битва королевств» имеет рейтинг 50% с шестью рецензиями на Rotten Tomatoes и получила неоднозначную или отрицательную критику. Рецензент из IGN оценил мультфильм в 5 баллов из 10 и написал, что произведение «пытается сделать слишком много»: «объединить турнир MK2, вторжение в MK3, второстепенный сюжет Лин Куэй из MK9 и возрождение Шиннока из MKX, и всё это в фильме, который длится менее 90 минут». Он отметил, что «в результате практически каждая сюжетная линия проваливается, потому что ни одной из них не уделяется достаточно времени или развития». В конце своего вердикта критик пишет: «Что осталось, так это пустой фильм, который всё ещё может иметь некоторую привлекательность для хардкорных фанатов Mortal Kombat благодаря чрезмерному насилию и отсылкам на игры, но даже в этом случае его трудно рекомендовать».
Люк Томпсон из сайта SuperHeroHype поставил мультфильму оценку 3 из 5. На сайте ComicBook.com мультфильму присвоили рейтинг 4,5 из 5 и написали, что нет «смысла сравнивать этот мультфильм или „Месть Скорпиона“ с фильмом, который был выпущен в этом году, но есть что-то особенное в том, что сделано с этими персонажами в этом анимационном варианте». В конце они добавили, что «он [мультфильм] способен передать уникальность состава Mortal Kombat через выражения, движения бойцов и явную жестокость, и хотя серия Mortal Kombat Legends не совсем усовершенствовала процесс объединения всего в один компактный фильм, это история, в которую стоит инвестировать, пока она не произойдёт».